# Viktor Skumin
Viktor Andrejevič Skumin (rusko Ви́ктор Андре́евич Ску́мин), ruski profesor, psiholog, zdravnik in filozof, * 30. avgust 1948, Penzenska oblast, Rusija. 

## Življenjepis
Viktor Andrejevič Skumin se je rodil 30. avgusta 1948 v Penzenski oblasti v Rusiji.
Medicino je študiral v Ukrajini (Harkov, Kijev).
Leta 1994 je postal predsednik Svetovne organizacije za kulturo zdravja — Mednarodnega socialnega gibanja »Za zdravje preko kulture« (Moskva).
Skumin je poročen in ima sinova Andreja (rojen 1985) in Maxima (rojen 1988), vnukinjo Aliso (rojen 2015) in vnuka Alekseja (rojen 2018).

## Video
- Victor Skumin. »Anthem To Health via Culture«. youtube.com. Arhivirano iz spletišča dne 16. januarja 2022. Pridobljeno 12. julija 2024.